# Pavona clavus
Espèce
Statut de conservation UICN

 LC  : Préoccupation mineure
Statut CITES
Pavona clavus ou corail-omoplate est une espèce de coraux appartenant à la famille des Agariciidae. 

## Description et caractéristiques
Pavona clavus est un corail dur qui est constitué de colonnes qui évoquent la forme des épaules, d'où son surnom de corail-omoplate. Sa taille peut atteindre plus de 100 mètres de circonférence. En 2024, un spécimen de plus de 300 ans dont la circonférence est de 183 mètres est découvert par hasard aux îles Salomon, ce qui en fait un record mondial.